# Earl Shannon
Earl F. Shannon (Providence, 23 novembre 1921 – Warwick, 8 luglio 2002) è stato un cestista statunitense, professionista nella BAA e nella ABL.